# Att tycka om
Att tycka om är ett musikalbum utgivet 1975 av den svenska gruppen Gimmicks på skivbolaget Polydor.

## Spellista
1. Sången Lär Ha Vingar (2:45)
2. Farväl Tegelstensgränd (3:08)
3. Kärlek Kan Jag Ge Dig (3:30)
4. Greta Garbo (2:52)
5. Du Är En Dröm Som Blivit Sann (3:08)
6. Minns Du Den Tiden (3:02)
7. Sjung Min Sång (3:58)
8. Just Sån't Får En Att Bli Sur (3:20)
9. En Annorlunda Värld (3:20)
10. Ge Värmen Tillbaka (3:15)
11. En Dag Utan Dig (3:22)
12. Nya Vintervalsen (3:00)

## Gruppmedlemmar
- Anita Strandell
- Diana Nuñez
- Kåre Ström
- Mats Westman
- Stefan Möller
- Nils Sylvén
- Valdemar Hajer